# تغير اجتماعي
التغير الاجتماعي هو مفهوم مرتبط بعلم الاجتماع، والذي يشير إلى التغير المستمر في المجتمع؛ بسبب تأثير مجموعة من العوامل الاجتماعية، ويعرف أيضا بأنه ظاهرة من الظواهر الاجتماعية ذات التأثير المستمر، والتي تعتمد على مجموعة من الأفكار البشرية والنظريات المستحدثة والآراء والأيديولوجيات التي يتميز بها كل عصر من العصور البشرية. يكون التغير الاجتماعي إما شاملاً أو جزئياً، وإما راديكالياً أو تدريجياً. وعلماء الاجتماع يختلفون في تفسيرات هذا التغير ومعرفة عوامله وأسبابه ونتائجه الكلية والجزئية على السواء. ومن هنا نشأت نظريات علم الاجتماع المختلفة. يذهب بعض العلماء إلى أن التكنولوجيا هي الأساس لكل التغيرات في العلاقات الاجتماعية، كما يذهب آخرون إلى إن التنافر بين الطبقة التي تمتلك أدوات الإنتاج والطبقة التي لا تمتلك هو الأهم، وأيضاً وضع البعض العوامل الأيديولوجية أو الدينية على إنها تؤدي للتعديلات الأساسية في الدور والمكانة. قد ترجع أسباب التغير الاجتماعي أيضا إلى عوامل سيكولوجية في الشخصية الإنسانية فبما ان السلوك الإنساني يقوم على أساس دافع معين فإذا ما تغير هذا الدافع نتج عن ذلك تغير في العادات والتقاليد.

## التعريف
قد يشير التغير الاجتماعي إلى فكرة التقدم الاجتماعي أو التطور الثقافي - الاجتماعي، وهي الفكرة الفلسفية بأن المجتمع يتحرك للأمام من خلال وسائل تطورية. قد يشير التغير الاجتماعي أيضاً إلى التغير الإيحائي في التركيب الاجتماعي الاقتصادي. على سبيل المثال التحول بعيداً عن الإقطاعية نحو الرأسمالية. بناءاً على ذلك، قد يشير أيضا إلى ثورة اجتماعية مثل الثورة الاشتراكية المتمثلة في الحركات الاجتماعية الأخرى مثل حق النساء في التصويت أو حركة الحقوق المدنية. قد يحدث التغير الاجتماعي نتيجة لقوى ثقافية أو دينية أو اقتصادية أو علمية أو تكنولوجية.

## النظريات البارزة
يأتي التغير من مصدرين اثنين. المصدر الأول عشوائي أو نتيجة لعوامل فريدة مثل المناخ أو الطقس أو وجود مجموعات معينة من الناس. المصدر الثاني هو العوامل النظامية. على سبيل المثال، للتطور الناجح نفس المتطلبات العامة مثل الاستقرار والحكومة المرنة والمصادر الحرة والمتاحة والتنظيم الاجتماعي المتنوع للمجتمع. بشكل عام، يكون التغير الاجتماعي نتيجة لمجموعة من العوامل النظامية بالإضافة إلى بعض العوامل الفريدة أو العشوائية.
تُوجد عدة نظريات بخصوص التغير الاجتماعي. بصورة عامة، يجب أن تشمل نظرية التغير على عناصر مثل الجوانب الهيكلية لعمليات التغير (مثل التحول السكاني) ووسائل التغير الاجتماعي واتجاهات التغير.
- التغير الهيغلي: يعتمد النموذج الهيغلي الكلاسيكي الجدلي في التغير على التفاعلات بين القوى المتضادة. بدءاً من نقطة الركود اللحظي، تُؤدي الأطروحات المقابلة والمتعاكسة إلى نشوء صراع، مما يؤدي بالتالي إلى صناعة جديدة.
- التغير الماركسي: تقدم الماركسية مفهوما جدلياً مادياً عن التاريخ، فالتاريخ البشري هو صراع أساسي بين الطبقات الاجتماعية.
- التغير الكوني: جادل فيلسوف العلوم توماس كون في كتاب بنية الثورات العلمية بالنسبة إلى ثورة نيكولاس كوبرنيكوس أن الناس يميلون إلى الاستمرار في استخدام نموذج لا يعمل بشكل واضح حتى ظهور نموذج آخر أكثر قبولاً.
- التغير الهرقليطي: استخدم الفيلسوف الإغريقي هرقليطس استعارة النهر للتحدث عن التغير قائلا «إنك لا تخطو في النهر الواحد مرتين، فلا أنت نفس الشخص الأول ولا النهر نفسه كذلك». ما يبدو أن هرقليطس يقترحه هنا هو أنه حتى يظل النهر نفسه، لا بد من أن يستمر التغير بلا انقطاع. بالتالي قد يظن المرء أن نموذج هرقليطس هو نموذج موازٍ للكائن الحي والذي حتى يظل حياً، لا بد من أن يتغير باستمرار. يظهر أحد التطبيقات المعاصرة لهذه الطريقة في نظرية التغير الاجتماعي والتي تُبنى على نظرية التعقيد التي بدورها أحد الفروع الثانوية للتولد.

## التغيرات الاجتماعية الحالية

### التحولات الديموغرافية العالمية
أحد أكثر التغيرات الحالية وضوحاً هو التغير في التوزيع النسبي للسكان حول العالم بين الدول. في العقود السابقة، أصبحت الدول النامية جزءاً كبيرا من سكان العالم، حيث تزايدت من 68% في 1950 إلى 82% في 2010، في حين انخفض سكان الدول المتقدمة من 32% من إجمالي سكان العالم في 1950 إلى 18% في 2010. لا تزال الصين والهند هما أكبر دولتين يليهما الولايات المتحدة بعيداً في المركز الثالث. إلا أن النمو السكاني حول العالم في انخفاض. معدلات النمو السكاني في الدول المتقدمة في انخفاض منذ الخمسينيات، ونجدها اليوم عند 0.3% نمو سنوي. تنخفض معدلات النمو في الدول الأقل تقدما أيضا باستثناء الدول الأخيرة منذ 1960، ونجدها اليوم عند 1.3% نمو سنوي. تنخفض معدلات النمو السكاني بين الدول الأخيرة انخفاضا نسبياً قليلاً، حيث نجد أعلاها عند 2.7% نمو سنوي.

### الأنماط الجنسية للعمل والرعاية
في معظم الدول المتقدمة، أصبحت التغيرات من أعمال الرجال المنفصلة وأعمال النساء إلى نمط أكثر مساواة بين الجنسين، أصبحت ذات أهمية اقتصادية منذ منتصف عشرينيات القرن العشرين. يُعتبر كلٌ من الرجال والنساء مساهمين ذوي أهمية للتغير الاجتماعي حول العالم.